# Kestratherina
Kestratherina es un género de peces de la familia Atherinidae. Las especies de este género habitan en Australia. Fue descrito por A. Pavlov, Ivantsoff, Last y Crowley en 1988.

## Especies
- Kestratherina brevirostris (A. Pavlov, Ivantsoff, Last & Crowley, 1988)
- Kestratherina esox (Klunzinger, 1872)